# BMS-945429
L'ALD518 ora BMS-945429, noto anche con il nome di clazakizumab, è un anticorpo monoclonale umanizzato aglicosilato, attivo contro l'interleuchina 6. Si tratta di un farmaco sperimentale per il cancro e l'artrite reumatoide, dotato di proprietà antinfiammatorie.
L'emivita relativamente lunga, circa 30 giorni, dovrebbe consentire la riduzione delle frequenti iniezioni sottocutanee.
Viene realizzato con cellule di lievito oppure secondo lo standard con delle cellule ovariche di criceto cinese.
Inizialmente prodotto dalla Bristol-Myers Squibb e della Lundbeck Seattle Biopharmaceuticals, l'anticorpo fu al centro di alcuni studi clinici randomizzati, a doppio cieco, nei quali pazienti affetti da artrite psoriasica venivano trattati con il clazakizumab o con un placebo e si valutava l'efficacia dell'anticorpo nel ridurre la sintomatologia muscolo-scheletrica della patologia artritica; benché i risultati di questi studi, giunti alla fase II, fossero promettenti, le sperimentazioni furono interrotte poiché non si riuscì a rilevare una relazione dose-risposta sufficientemente stabile tra i vari pazienti studiati.